# Arquimedes
|  | Per a altres significats, vegeu «Arquimedes (desambiguació)». |

Arquimedes (grec antic: Ἀρχιμήδης ὁ Συρακόσιος, Arkhimēdēs, llatí: Archimedes; Siracusa, c. 287 aC-c. 212) va ser un matemàtic, astrònom, filòsof, físic i enginyer de l'antiga Grècia. Encara que es coneixen pocs detalls de la seva vida, és considerat un dels científics més importants de l'antiguitat clàssica. Entre els seus avenços en física, es troben els seus fonaments en hidroestàtica, estàtica i l'explicació del principi de la palanca. És reconegut per haver dissenyat innovadores màquines, incloent-hi armes de setge i el caragol d'Arquimedes, que porta el seu nom. Experiments moderns han provat afirmacions que Arquimedes va dissenyar màquines capaces de treure vaixells enemics de l'aigua i calar foc utilitzant una sèrie de miralls.
Generalment, es considera Arquimedes un dels més grans matemàtics de la història, i el més gran de l'antiguitat. Usà el mètode d'esgotament per a calcular l'àrea sota l'arc d'una paràbola amb la sumatòria d'una sèrie infinita, i va donar una aproximació extremadament precisa del nombre pi. També va definir l'espiral, fórmules per als volums de les superfícies de revolució i un enginyós sistema per a expressar nombres molt llargs.
Arquimedes va morir durant el setge de Siracusa (214-212 aC), quan va ser assassinat per un soldat romà, malgrat les ordres que no havia de ser malmès. Ciceró descriu haver visitat la tomba d'Arquimedes, que tenia a sobre una esfera inscrita dins d'un cilindre. Arquimedes va provar que l'esfera té dos terços de volum i superfície del cilindre (incloent-hi les seves bases), la qual cosa va considerar el més gran dels seus descobriments matemàtics.
A diferència dels seus invents, els escrits matemàtics d'Arquimedes no van ser gaire coneguts en l'antiguitat. Els matemàtics d'Alexandria els van llegir i els van citar, però la primera compilació comprensible va ser feta per Isidor de Milet (c. 530 dC), mentre que cròniques de les obres d'Arquimedes escrites per Eutoci en el segle vi les van obrir per primera vegada a un públic més ampli. Les relativament poques còpies de treballs escrits d'Arquimedes que van sobreviure en l'edat mitjana van ser una important font d'idees durant el Renaixement, mentre que el descobriment el 1906 de treballs desconeguts d'Arquimedes en el palimpsest d'Arquimedes ha ajudat a comprendre com va obtenir alguns dels seus resultats matemàtics.

## Biografia
Arquimedes va néixer cap al 287 aC al port marítim de Siracusa (actual Sicília), una colònia grega. La data de naixement es basa en una afirmació de l'historiador medieval Joan Tzetzes, que afirmà que Arquimedes va viure 75 anys. A El comptador de sorra (en grec antic: Ψαμμίτης), Arquimedes esmenta el nom del seu pare, Fídies, un astrònom sobre el qual no se sap res. Plutarc va escriure a la seva obra Vides paral·leles que Arquimedes estava emparentat amb el rei Hieró II de Siracusa, encara que Ciceró deia que Arquimedes va néixer en una família pobra. Un amic d'Arquimedes, Heraclides, va escriure una biografia sobre ell, però aquest llibre no es conserva i s'han perdut detalls precisos de la seva vida. Es desconeix, per exemple, si alguna vegada es va casar o va tenir fills. És possible que, durant la seva joventut, Arquimedes estudiés a Alexandria (Egipte), on Conó i Eratòstenes eren contemporanis seus. Es referia a Conó com el seu amic, i dos dels seus treballs, el Mètode dels teoremes mecànics i el Problema del bestiar, tenen introduccions dirigides a Eratòstenes.

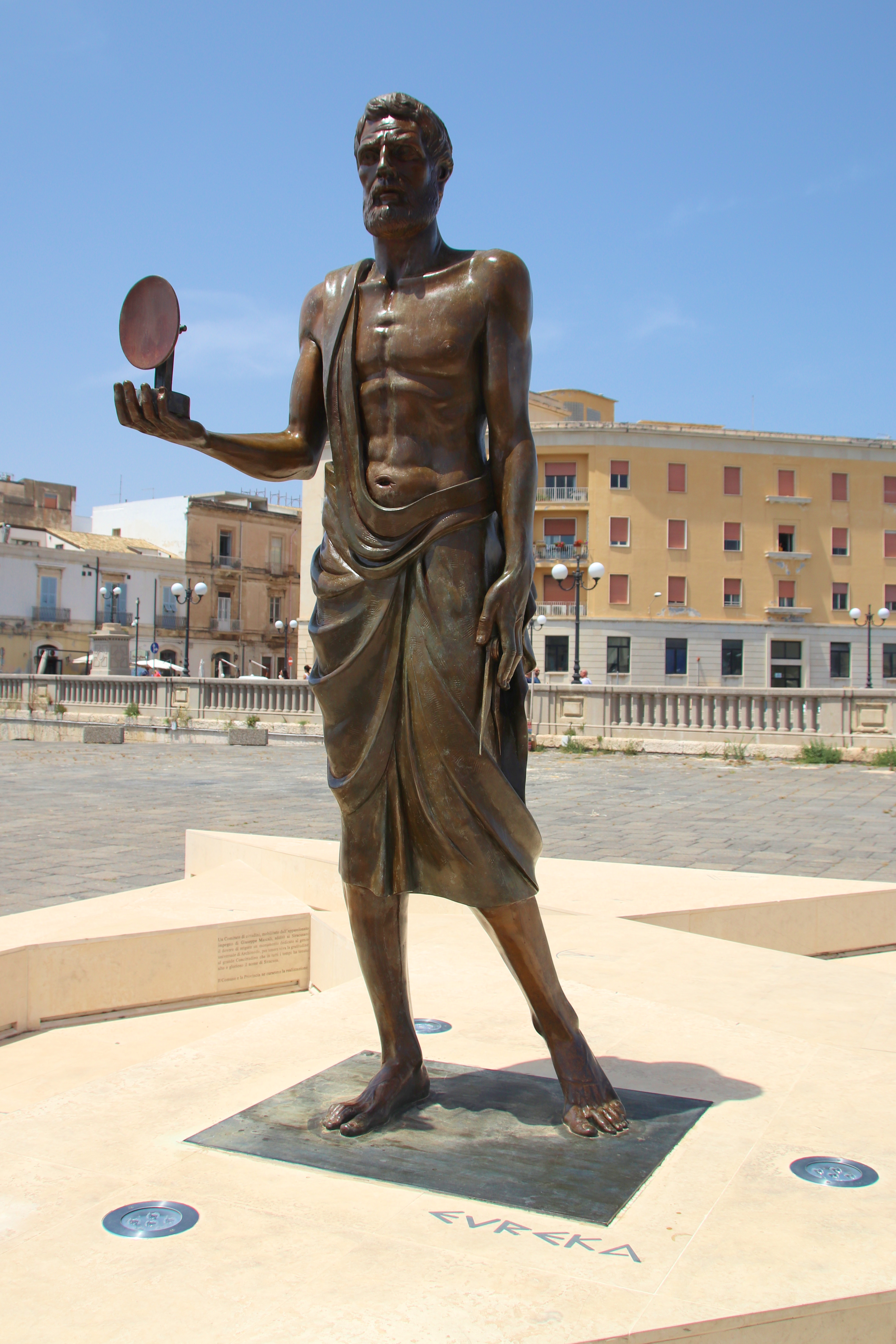
Monument a Arquimedes a Siracusa.

Arquimedes va morir cap al 212 aC, durant la Segona Guerra Púnica, quan les forces romanes del general Marc Claudi Marcel capturaren la ciutat de Siracusa després d'un setge de dos anys de durada. D'acord amb el relat de Plutarc, molt popular, Arquimedes estava contemplant un diagrama matemàtic quan la ciutat va ser presa. Un soldat romà li va ordenar anar a trobar-se amb el general, però Arquimedes en va fer cas omís, dient que havia d'acabar abans amb el problema. Plutarc brinda un relat menys conegut de la mort d'Arquimedes, el qual suggereix que podria haver estat mort intentant rendir-se davant d'un soldat romà. D'acord amb aquesta història, Arquimedes portava instruments matemàtics, i va ser assassinat perquè el soldat va pensar que eren objectes valuosos. El general Marcel es va enfurismar per l'assassinat d'Arquimedes perquè considerava el seu saber un avantatge científic valuós i havia ordenat expressament que no fos ni ferit.
Les darreres paraules atribuïdes a Arquimedes van ser: «no molestis els meus cercles», en referència als cercles en el dibuix matemàtic que suposadament estava estudiant quan el va interrompre el soldat que el va matar. La frase és sovint esmentada en llatí com a Noli turbare circulos meos, però no hi ha proves que Arquimedes pronunciés aquestes paraules i no apareixen en els relats de Plutarc.

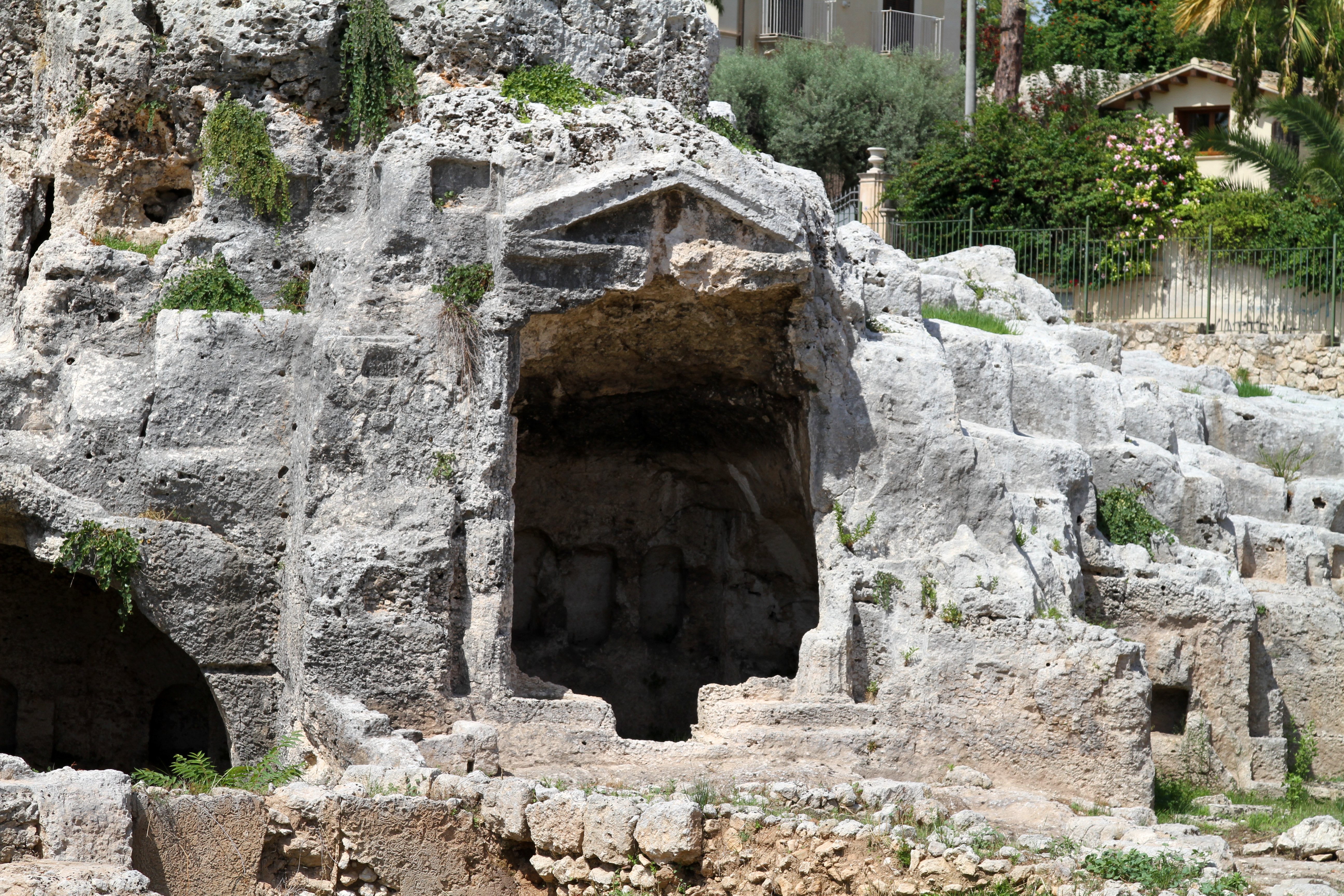
La suposada tomba d'Arquimedes a Siracusa; en realitat és un columbari de l'època imperial romana.

La tomba d'Arquimedes tenia una escultura que representava el seu descobriment matemàtic favorit, que consistia en una esfera inscrita en un cilindre de la mateixa alçada i diàmetre. Arquimedes havia provat que el volum i l'àrea de l'esfera són dos terços dels del cilindre, incloent-hi les seves bases.
L'any 75 aC, l'orador romà Ciceró estava servint com a qüestor a Sicília. Havia sentit històries sobre la tomba d'Arquimedes, però cap dels locals va ser capaç de dir on es trobava. Finalment, va trobar la tomba prop de la porta d'Acragant de Siracusa, en una condició descurada i poblada d'arbustos. Ciceró va netejar la tomba, i així va ser capaç de veure l'escultura i llegir alguns dels versos que hi havien escrit.
Les diferents versions de la vida d'Arquimedes van ser escrites molt de temps després de la seva mort pels historiadors de l'antiga Roma. El relat del setge a Siracusa escrit per Polibi en la seva Història es remunta al voltant d'uns setanta anys després de la mort d'Arquimedes, i va ser utilitzat com a font d'informació per Plutarc i Titus Livi. Aquest aclareix punts sobre Arquimedes com a persona, i s'enfoca en les màquines de guerra que deia haver construït per defensar la ciutat.

## Obres, descobriments i invents
Encara que, probablement, la seva contribució científica més coneguda sigui el principi de la hidroestàtica que porta el seu nom, no van ser menys notables les seues disquisicions sobre la quadratura del cercle, que tracta de la relació entre la circumferència i el diàmetre, relació que es designa avui en dia amb la lletra grega π (pi) (vegeu història del nombre pi).
Arquimedes va demostrar que el costat de l'hexàgon regular inscrit en un cercle és igual al radi de tal cercle; així com que el costat del quadrat circumscrit en un cercle és igual al diàmetre de tal cercle. De la primera proposició, va deduir que el perímetre de l'hexàgon inscrit era tres vegades el diàmetre de la circumferència, mentre que de la segona va deduir que el perímetre del quadrat circumscrit era quatre vegades el diàmetre de la circumferència.
Va afirmar, a més, que tota línia tancada envoltada per una altra és de menor longitud que aquesta, per la qual cosa la circumferència havia de ser major que tres diàmetres, però menor que quatre. Per mitjà de successives inscripcions i circumscripcions de polígons regulars va arribar a determinar el valor aproximat de π entre:
{\displaystyle \pi ={\frac {223}{71}}=3,1409}
{\displaystyle \pi ={\frac {22}{7}}=3,1429}
Amb els rudimentaris mitjans dels quals disposava el savi grec, l'error absolut que va cometre en el càlcul de π va resultar ser inferior a una mil·lèsima (0,0040%).
Arquimedes, però, és més conegut per enunciar el principi que porta el seu nom, el Principi d'Arquimedes: 
tot cos submergit en un fluid experimenta una empenta vertical i cap amunt igual al pes de fluid desallotjat.
Conta la història que Hieron, monarca de Siracusa, va lliurar a un argenter de la ciutat certes quantitats d'or i argent per a l'elaboració d'una corona. Acabat el treball, Hieron, desconfiat de l'honradesa de l'artífex tot i reconèixer la qualitat artística de l'obra, va sol·licitar a Arquimedes que, conservant la corona en la seva integritat, determinés la llei dels metalls amb el propòsit de comprovar si l'artífex l'havia rebaixat, guardant-se per a si part d'allò que li havia donat.
Preocupat Arquimedes pel problema, al qual no trobava solució, un bon dia en submergir-se en el bany va advertir, com tantes vegades amb anterioritat, que a causa de la resistència que l'aigua oposa, el cos sembla pesar menys, fins al punt que en alguna ocasió sura sense submergir-se. Pensant en això, va arribar a la conclusió que en submergir el seu cos en la banyera, ocupava un lloc que forçosament deixava de ser ocupat per l'aigua, i va endevinar que el pes d'ell era precisament el que pesava l'aigua que havia desallotjat.
Donant per resolt el problema que tant l'havia preocupat, va ser tal la seva excitació que, nu com estava, va botar de la banyera, i es va llançar pels carrers de Siracusa al crit d'Eureka! Eureka! (Ho he trobat! Ho he trobat!). Arquimedes va pesar llavor la corona a l'aire i a l'aigua comprovant que, en efecte, la seva densitat no corresponia a la que hagués resultat si l'artífex hagués usat tot l'or i l'argent donats, determinant en conseqüència que havia estafat el rei.
Entre d'altres aportacions, Arquimedes va anticipar el descobriment del càlcul integral amb els seus estudis sobre les àrees i volums de figures sòlides corbades i d'àrees de figures planes; va fer un exhaustiu estudi de l'espiral uniforme, coneguda com a espiral d'Arquimedes; va determinar el resultat de la sèrie geomètrica de raó 1/4, el més antic del qual es té notícia; va demostrar que el volum d'una esfera és dos terços del volum del cilindre que la circumscriu, descobriment que, segons explica Plutarc, va sol·licitar als seus amics que fos el seu epitafi; va crear un sistema numèric posicional per escriure nombres molt grans; va inventar una màquina per a l'elevació d'aigua, el caragol d'Arquimedes; va enunciar la llei de la palanca, que li va portar a dir la cèlebre frase «Doneu-me un punt de suport i mouré el món»; o la corriola composta, basada en el principi de la palanca, emprant-la per moure un gran vaixell.

### La corona daurada

És possible que Arquimedes emprés el seu principi de flotabilitat per determinar si la corona daurada era menys densa que l'or pur

L'anècdota més coneguda sobre Arquimedes explica com va inventar un mètode per determinar el volum d'un objecte amb una forma irregular. D'acord amb Vitruvi, una nova corona amb forma de corona triomfal havia estat fabricada amb metall pintat del color d'or per Hieró II (rei de Siracusa) el qual li va demanar a Arquimedes determinar si la corona estava feta només d'or o si li havia agregat plata un orfebre deshonest. Arquimedes havia de resoldre el problema sense malmetre la corona, de manera que no la podia fondre i convertir-la en un cos regular per calcular-ne la densitat.
Mentre prenia un bany, va notar que el nivell d'aigua pujava a la tina quan entrava, i així es va adonar que aquest efecte podria ser utilitzat per a determinar el volum de la corona. A causa del fet que l'aigua no es pot comprimir, la corona, en ser submergida, desplaçaria una quantitat d'aigua igual al seu volum. En dividir el pes de la corona pel volum d'aigua desplaçada es podria obtenir la densitat de la corona. La densitat de la corona seria menor si altres metalls menys densos li haguessin estat afegits. Llavors, Arquimedes va sortir corrent nu pels carrers, tan emocionat pel seu descobriment que no va recordar vestir-se, cridant «Eureka!» (en grec antic: «εὕρηκα!», que significa 'Ho he trobat!').
La història de la corona daurada no apareix en els treballs coneguts d'Arquimedes. A més, s'ha dubtat que el mètode que descriu sigui factible, a causa del gran nivell d'exactitud que s'hauria requerit per mesurar el volum d'aigua desplaçada.
En comptes d'això, Arquimedes podria haver buscat una solució a la que aplicava el principi de la hidroestàtica conegut ara com el principi d'Arquimedes, descrit al seu tractat Sobre els cossos flotants. Aquest principi planteja que tot cos submergit en un fluid experimenta una empenta vertical i cap amunt igual al pes de fluid que desallotja. Utilitzant aquest principi, hauria estat possible comparar la densitat de la corona daurada amb la d'or pur en usar una balança. Situant en un costat de la balança la corona a investigar i en l'altre una mostra d'or pur del mateix pes, es procediria a submergir la balança en l'aigua; si la corona tingués menys densitat que l'or, desplaçaria més aigua a causa del seu major volum i experimentaria una major empenta que la mostra d'or. Aquesta diferència de flotabilitat decantaria la balança com correspon. Galileu creia que aquest mètode era «el mateix que va usar Arquimedes perquè, a més de ser molt exacte, depèn de demostracions retrobades pel mateix Arquimedes».

### Caragol d'Arquimedes

El caragol d'Arquimedes pot elevar líquids i sòlids de forma contínua

Una gran part del treball d'Arquimedes en enginyeria sorgí per satisfer les necessitats de la seva ciutat natal, Siracusa. L'escriptor grec Ateneu de Nàucratis descrivia com Hieró II li va encarregar a Arquimedes dissenyar un enorme vaixell, el Siracúsia, el qual seria utilitzat per a viatges luxosos, carregar subministraments i com a vaixell de guerra. Es diu que el Siracúsia va ser el vaixell més gran de l'antiguitat clàssica. Segons Ateneu, era capaç de carregar 600 persones i incloïa jardins decoratius, un gimnàs i un temple dedicat a la deessa Afrodita entre les seves instal·lacions. Com que un vaixell d'aquesta envergadura deixaria passar grans quantitats d'aigua a través del casc, el caragol d'Arquimedes va ser inventat per extreure l'aigua de la sentina. La màquina d'Arquimedes era un mecanisme amb una fulla amb forma de caragol dins d'un cilindre. Es feia girar a mà, i podia ser utilitzat per a transferir aigua des de masses d'aigües baixes a canals d'irrigació. El caragol d'Arquimedes encara avui es fa servir per a moure cap amunt líquids i sòlids semifluids, com carbó i cereals. El caragol d'Arquimedes, tal com el va descriure Marc Vitruvi en els temps de Roma, pot haver estat una millora del caragol de bombament que va ser utilitzat per irrigar els jardins penjants de Babilònia.

### L'urpa d'Arquimedes

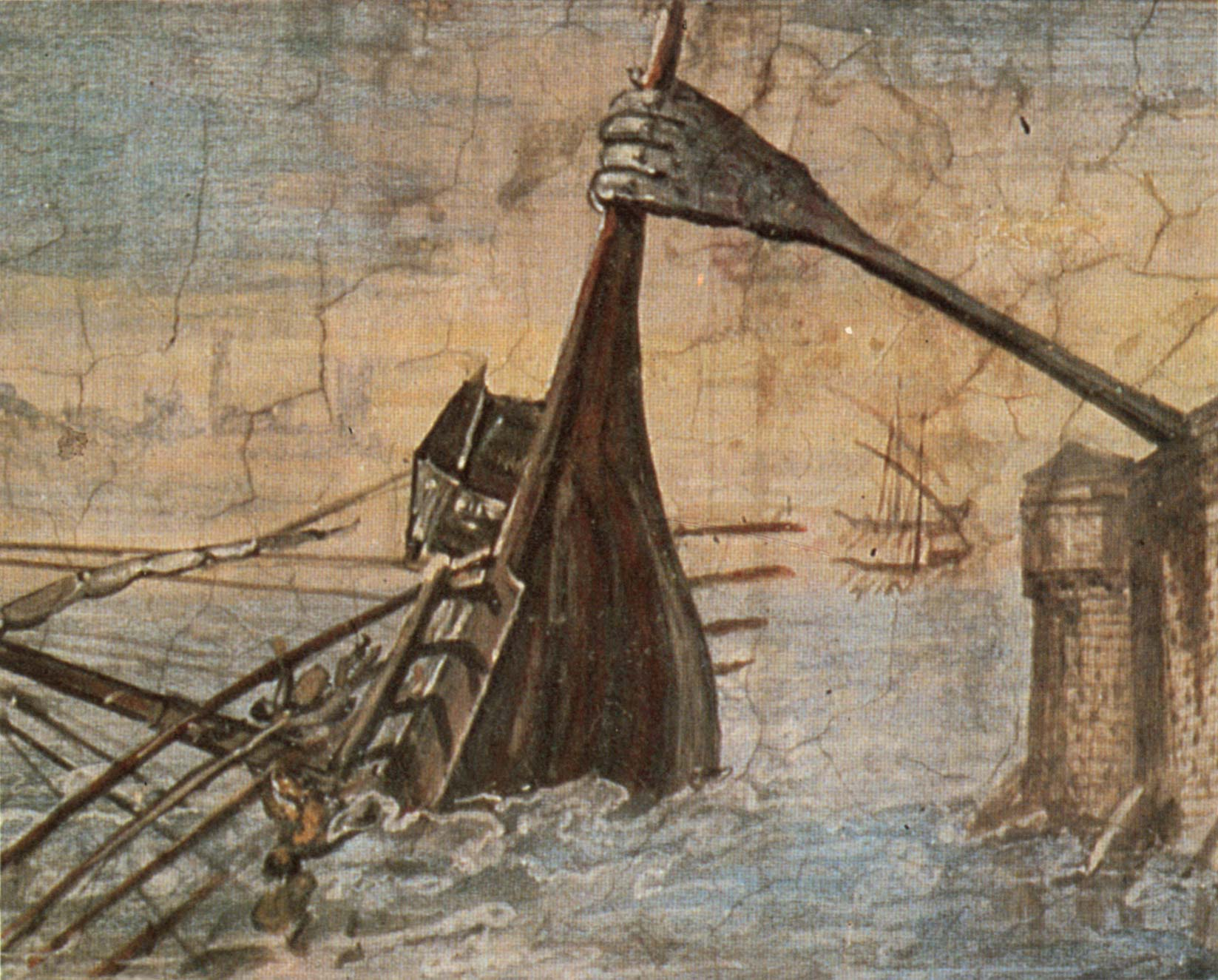
L'urpa d'Arquimedes segons un fresc del conservat a la Galleria degli Uffizi.

L'urpa d'Arquimedes és una altra arma que, suposadament, va ser dissenyada per defensar la ciutat de Siracusa. També coneguda com l'agitador de vaixells, l'urpa consistia en un braç semblant a una grua d'on estava suspès un enorme ganxo de metall. Quan l'urpa era deixada anar sobre un vaixell enemic, el braç es mouria en forma ascendent, aixecant el vaixell fora de l'aigua i possiblement fent-lo enfonsar. S'han fet proves modernes per provar la viabilitat de l'urpa, i per a un documental de l'any 2005 titulat Superweapons of the Ancient World (Superarmes del món antic) es va construir una versió de l'urpa i es va concloure que era un dispositiu factible.

### El raig de calor d'Arquimedes, mite o realitat?

És possible que Arquimedes hagi utilitzat miralls actuant com a reflectors parabòlics per incendiar vaixells que atacaren Siracusa.

L'historiador del segle II Llucià de Samòsata va escriure que, durant el setge de Siracusa (213-211 aC), Arquimedes repel·lí un atac dut a terme per soldats romans amb un mirall ustori. L'artefacte era utilitzat per a enfocar la llum solar en els vaixells que s'acostaven, la qual cosa causava que s'incendiessin. La credibilitat d'aquesta afirmació ha estat objecte de debat des del Renaixement. René Descartes va rebutjar això com a fals, mentre que investigadors moderns han intentat recrear-ne l'efecte considerant les capacitats tècniques de què disposava Arquimedes. S'ha suggerit que una gran quantitat d'escuts ben polits de bronze o coure podrien haver estat utilitzats com a miralls, per així enfocar la llum solar en un vaixell. Això podria haver utilitzat el principi del reflector parabòlic, en una manera semblant a un forn solar.
Una prova del raig de calor d'Arquimedes va ser duta a terme pel científic grec Ioannis Sakkara el 1973. L'experiment va tenir lloc a la base naval de Skaramangas, als afores d'Atenes. En aquesta ocasió es van fer servir 70 miralls recoberts de coure d'uns 150 cm de diàmetre cada un. Els miralls es van dirigir a una maqueta de fusta contraplacada d'un vaixell de guerra romà a una distància d'uns 50 m. Quan els miralls van ser enfocats amb precisió, el vaixell va cremar en flames en qüestió d'uns pocs segons. La maqueta tenia una coberta de pintura de betum, la qual cosa pot haver ajudat a la combustió.
L'octubre de 2005, un grup d'estudiants de l'Institut Tecnològic de Massachusetts va dur a terme un experiment amb 127 miralls quadrats de 30 centímetres de costat enfocats en una maqueta de fusta d'un vaixell a una distància de 30 metres. Van sorgir flames en una part del vaixell, però únicament després que el cel es va aclarir i que el vaixell romangués immòbil al voltant de deu minuts. Es va concloure que l'arma era un mecanisme viable sota aquestes condicions. El grup de l'institut va repetir l'experiment per al programa televisiu MythBusters, utilitzant un vaixell de pesca de fusta com a blanc, a San Francisco. Novament va haver-hi carbonització, a més d'una petita quantitat de flames. Per a calar foc, la fusta necessita assolir el seu punt d'inflamabilitat, que ronda els 300 °C.
Quan MythBusters va emetere l'experiment de San Francisco el gener de 2006, l'afirmació va ser categoritzada com a mentida per la durada del temps i el clima necessaris per a la combustió. També van assenyalar que, a causa del fet que Siracusa mira al mar cap a l'est, la flota romana hauria d'haver atacat durant el matí per a una òptima reflexió de la llum pels miralls. A més, armes convencionals com fletxes en flames o catapultes haguessin estat una forma molt més fàcil de calar foc a un vaixell a curtes distàncies.

### Altres descobriments i invencions
Si bé Arquimedes no va inventar la palanca, sí que va escriure la primera explicació rigorosa del principi que entra en joc en accionar-la. Segons Papos d'Alexandria, a causa del seu treball sobre palanques comentà: «Doneu-me un punt de suport i mouré el món» (en grec: δῶς μοι πᾶ στῶ καὶ τὰν γᾶν κινάσω). Plutarc descriu com Arquimedes va dissenyar el sistema del polispast, permetent als mariners utilitzar el principi de palanca per a aixecar objectes que, d'una altra manera, haguessin estat massa pesants per poder moure'ls.
També se li ha acreditat a Arquimedes haver augmentat el poder i la precisió de la catapulta, i també haver inventat l'hodòmetre durant la Primera Guerra Púnica. L'hodòmetre va ser descrit com un carro amb un mecanisme d'engranatge que tirava una bola en un contenidor després de cada milla recorreguda.
Ciceró (106 aC-43 aC) esmenta breument Arquimedes en el seu diàleg De re publica, que descriu una conversa fictícia l'any 129 aC. Es diu que, després de la captura de Siracusa, cap el 212 aC, el general Marc Claudi Marcel va portar de tornada a Roma dos mecanismes que es feien servir com a eines per a estudis astronòmics, que mostrava els moviments del Sol, la Lluna i cinc planetes. Ciceró esmenta mecanismes semblants dissenyats per Tales de Milet i Eudox de Cnidos. El diàleg diu que Marcel va guardar un dels mecanismes com el seu botí personal de Siracusa i va donar l'altre al temple de la Virtut a Roma. D'acord amb Ciceró, Gai Sulpici Gal va fer una demostració del mecanisme de Marcel, i el va descriure de la manera següent:
| «                       | Quan Gallus va moure el globus terraqüi, va succeir que la Lluna va continuar fent tantes voltes en aquesta esfera de vidre com en el cel mateix, i el globus solar del firmament va arribar a formar el mateix eclipsi, i la Lluna va assolir la posició en què es veia la seva ombra sobre la Terra, com el Sol... | » |
| — Ciceró, De re publica | |   |

Aquesta descripció correspon a la d'un planetari. Papos d'Alexandria va dir que Arquimedes havia escrit un manuscrit, actualment perdut, sobre la construcció d'aquests mecanismes, el qual es titulava Sobre fer esferes. Investigacions modernes en aquesta àrea l'han comparat amb el mecanisme d'Anticitera, un altre invent de l'antiguitat clàssica, probablement dissenyat amb el mateix propòsit. Construir mecanismes d'aquest tipus hauria d'haver requerit un sofisticat coneixement d'engranatges diferencials. Se solia pensar que això anava més enllà de l'abast de la tecnologia disponible en aquells temps, però el descobriment del mecanisme d'Anticitera el 1900 ha confirmat que aquesta classe d'artefactes eren coneguts pels antics grecs.

### Escrits

Archimēdous Panta sōzomena, 1615.

Va ser autor de nombroses obres de variada temàtica, en què destaca el rigor de les seues demostracions geomètriques, raó per la qual és considerat el més notable científic i matemàtic de l'antiguitat. Tot i que molts dels seus escrits es van perdre en la destrucció de la Biblioteca d'Alexandria, altres han arribat fins als nostres dies per les traduccions llatines i àrabs. Ací se n'indiquen algunes:
- L'Arenari
- Mètode
- La mesura del cercle
- De l'esfera i el cilindre[39]
- De la quadratura
- La quadratura de la paràbola[40]
- Dels esferoides i els conoides
- De les línies espirals[41]
- Determinació dels centres de gravetat en les línies i en els plans (De l'equilibri dels plans)
- De l'equilibri dels cossos en els fluids (Dels cossos flotants)
  - Només se'n conserva una versió en llatí.[42]
- Problema dels bous. Vegeu Problema dels bous.[43]
- Catròptica (desapareguda)[44]
- De la construcció d'esferes (desapareguda)[45]